# Aristide Gabelli
Aristide Gabelli (Belluno, 22 marzo 1830 – Padova, 6 ottobre 1891) è stato un pedagogista, politico e filosofo positivista italiano.
È considerato il più importante pedagogista italiano della seconda metà del XIX secolo, e tra i principali promotori del positivismo filosofico in Italia. La sua concezione filosofica è considerata affine al pragmatismo dell'americano John Dewey.

## Biografia
Figlio di Pasquale e Maddalena (Elena) Varola, era il primo di quattro fratelli e due sorelle. Studiò giurisprudenza all'Università di Padova, senza conseguire la laurea, e successivamente frequentò un corso di perfezionamento a Vienna. Per non prestare il servizio militare nell'esercito austriaco (il Veneto faceva parte all'epoca dell'Impero austriaco) si trasferì prima a Firenze, poi a Torino e infine a Milano, dove nel 1861 fu chiamato a dirigere un istituto tecnico e nel 1865 fu nominato direttore del convitto nazionale Longone di Milano.
Nel 1869 si trasferì a Roma dove fece parte del Consiglio Superiore della Pubblica Istruzione fino al 1874. Fu poi nominato provveditore agli studi di Roma, carica che tenne fino al 1881. Nel 1877 collaborò al testo della legge Coppino, che elevava a cinque anni la scuola elementare e introduceva l'obbligo scolastico per almeno tre anni.

Nel 1880 scrisse Il metodo di insegnamento nelle scuole elementari d'Italia, in cui sostiene la necessità di adeguare i programmi scolastici a quelli delle altre nazioni europee: 
 In questa opera Gabelli si oppone nettamente al nozionismo, l'educazione scolastica deve avere principalmente il compito di sviluppare il pensiero, di "formare le teste": "Le cognizioni non poche volte, e forse il più delle volte, dopo un po' di tempo di desuetudine dagli studi, vengono in molta parte dimenticate, quando invece il modo di pensare dura tutta la vita, entra in tutte le azioni umane…".
Nel 1886 fu eletto al Parlamento del Regno d'Italia come deputato per Venezia (rieletto nel 1890). Nel 1888, durante il primo governo di Francesco Crispi fu incaricato, assieme a Pasquale Villari, di elaborare i  programmi della scuola elementare dell'obbligo recentemente istituita. In questi programmi il maestro elementare viene invitato tra l'altro a "stare alla larga dall'istruzione parolaia e dogmatica, a calare l'insegnamento nella realtà". La scuola secondo Aristide Gabelli deve non solo liberare l'individuo dall'ignoranza, ma anche metterlo in grado di pensare autonomamente esercitando il senso critico, in modo da poter partecipare utilmente alla vita sociale e civile e contribuire allo sviluppo economico del paese.
Ad Aristide Gabelli sono intitolate numerose scuole: una scuola elementare di Belluno, inaugurata il 28 ottobre 1934 e voluta da Pierina Boranga, che vi applicò il metodo pedagogico ideato a Milano da Giuseppina Pizzigoni. Sempre a lui sono intitolate la scuola elementare del quartiere Borgo Ticino di Pavia, una scuola elementare di Treviso, un istituto comprensivo a Napoli, l'Istituto Comprensivo Statale di Misterbianco, una scuola elementare a Palermo, una al Lido di Venezia, una scuola elementare a Bibione di San Michele al Tagliamento, una scuola primaria a Pordenone, una scuola primaria a Bassano del Grappa una scuola primaria a Perugia e un istituto comprensivo a Torino. Al suo nome venne anche intitolato il carcere minorile presso il complesso monumentale di San Michele a Roma.
Il fratello Federico Gabelli (1832–1889) è stato un ingegnere e deputato al Parlamento per il Friuli.

## Opere
- L'uomo e le scienze morali (1869)
- Il metodo d'insegnamento nelle scuole elementari d'Italia (1880)
- Roma e i Romani (1883)
- Sul riordinamento dell'istruzione elementare (1888)
- Il positivismo naturalistico in filosofia (1891)
- L'istruzione e l'educazione in Italia (1891)
- Memorie di famiglia (1891, II ed. 1976, Grafiche Longo, Treviso)

Antologie
- Dina Bertoni Jovine e Renato Tisato (a cura di), Positivismo pedagogico italiano. Vol. 1 (De Sanctis, Villari, Gabelli), Torino, UTET, 1973, ISBN 978-88-02-02322-9.